# The Drinky Crow Show
The Drinky Crow Show è una serie televisiva animata statunitense del 2007, creata da Tony Millionaire e Eric Kaplan. 
Si basa sulla striscia a fumetti settimanale Maakies, pubblicata negli Stati Uniti dal 1994 al 2016 su New York Press (e su altre riviste alternative) e in Italia distribuita dal 2006 al 2008 su Linus.
La serie vede protagonisti Corvo Brillo e Zio Gabby, rispettivamente un corvo e una scimmia irlandese, mentre vivono le loro avventure in un'ambientazione nautica nel XIX secolo. Mentre il corvo è depresso e intento con il suicidio per la maggior parte del tempo, la scimmia preferisce dormire, bere e mangiare.  
Preceduta da un episodio pilota andato in onda il 13 maggio 2007 su Adult Swim, la serie è stata trasmessa per la prima volta negli Stati Uniti su Adult Swim dal 23 novembre 2008 al 25 gennaio 2009, per un totale di 10 episodi ripartiti su una stagione.
La cancellazione della serie è stata confermata in un fumetto di Maakies.

## Trama
Caratterizzata da un'ambientazione nautica, la serie si svolge nel XIX secolo ed è incentrata sulle avventure di Corvo Brillo, un corvo depresso, romantico e suicida, e del marinaio Zio Gabby, una scimmia irlandese in sovrappeso che dedica il suo tempo a dormire, bere e mangiare. I due vivono disavventure mentre è in corso una guerra contro i francesi, che sono per la maggior parte alligatori. 

## Episodi
| Stagione       | Episodi | Prima TV USA | Prima TV Italia |
| -------------- | ------- | ------------ | --------------- |
| Prima stagione | 10      | 2008-2009    | inedita         |

## Personaggi e doppiatori

### Personaggi principali
- Corvo Brillo, doppiato da Dino Stamatopoulos.
Un corvo depresso e tormentato con tendenze suicide. Sebbene si mostri romantico con la sua fidanzata Phoebe o con altre ragazze con cui esce, viene costantemente tradito o lasciato portandolo a bere in continuazione. Questo lo porta spesso a spararsi in testa, nonostante rimanga vivo e ignaro di ciò che ha fatto. Il suo migliore amico è lo Zio Gabby, con il quale condivide la maggior parte del tempo, impegnandosi in disavventure.
- Zio Gabby, doppiato da David Herman.
Una scimmia irlandese in sovrappeso, egocentrica e testarda che passa il suo tempo a flirtare con le ragazze o a bere alcolici con il suo migliore amico Corvo Brillo. Nonostante si mostri amichevole con Corvo, molte volte cerca di manipolarlo per i suoi voleri.

### Personaggi ricorrenti
- Phoebe, doppiata da Becky Thyre.
La fidanzata gabbiano di Corvo Brillo. Inizialmente lo tradiva con un tricheco a causa dell'inclinazione all'alcool di Corvo.
- Capitano Maak, doppiato da David Herman.
Il brutale capitano della barca su cui lavoravano Corvo Brillo e Zio Gabby. Di solito cerca di tenere lontani i due da sua figlia.
- Figlia del capitano, doppiata da Becky Thyre.
La sensuale figlia del capitano che passa il tempo a flirtare con i ragazzi. Molte volte ha mostrato di essere sadica nei confronti degli altri.
- Tenente Vronchy, doppiato da Dino Stamatopoulos.
Un alligatore malvagio nonché capitano della marina per la Francia.
- Signorina DeBoursay, doppiata da Pamela Adlon.
Una spia francese che lavora per il Tenente Vronchy. Principalmente riesce a concludere i suoi scopi seducendo Zio Gabby e Corvo Brillo.

## Produzione
La serie è basata interamente sulla striscia a fumetti Maakies di Tony Millionaire, pubblicati a partire da febbraio 1994 sul New York Press e successivamente su diverse riviste alternative come The Stranger, LA Weekly e Only. Inizialmente Millionaire ricevette una chiamata da Nick Weidenfeld, produttore esecutivo per Williams Street e Adult Swim, per avere una riunione con lui riguardo ad una serie animata. La serie è entrata in produzione con il titolo di The Drinky Crow Show, includendo l'attore Dino Stamatopoulos nel ruolo del protagonista Corvo Brillo. Secondo Millionaire, per il ruolo di Stamatopoulos hanno dovuto aspettare diverso tempo poiché lavorava allo sviluppo della sua serie Moral Orel. In seguito Millionaire ha incontrato lo scrittore Eric Kaplan, con il quale ha sviluppato l'episodio pilota insieme al suo studio di animazione Mirari Films.
L'episodio, intitolato Marmaid, è stato trasmesso su Adult Swim il 13 maggio 2007 come parte di un sondaggio che ha messo a confronto diversi episodi pilota da far votare ai fan sul web. Le valutazioni e il feedback degli spettatori hanno portato la rete a ordinare una prima stagione di The Drinky Crow Show composta da dieci episodi. L'animazione è stata realizzata dagli studi associati di Mirari Films in Romania, utilizzando il CGI e rendendolo in 3D usando il software Autodesk Maya. La risoluzione e la tavolozza dei colori sono volutamente mantenuti bassi per conferire alla serie un aspetto tradizionale, simile a quello usato nelle serie animate per bambini degli anni '50.

## Distribuzione

### Trasmissione internazionale
- 23 novembre 2008 negli Stati Uniti d'America su Adult Swim;[3]
- 7 gennaio 2010 in Canada su Adult Digital Distraction;[10]
- 18 maggio 2012 in Russia su 2x2.